# 962
Cette page concerne l'année 962  du calendrier julien. Pour l'année 962 av. J.-C., voir 962 av. J.-C.
L'année 962 est une année commune qui commence un mercredi.

## Événements

### Asie
- Janvier-février  : Nicéphore Phocas  mène campagne en Cilicie. Il prend en 22 jours 50 à 60 villes ou châteaux et fait de nombreux prisonniers, puis se retire en Cappadoce pour réorganiser son armée au début du carême[1].
- Automne : Nicéphore Phocas retourne en Cilicie, prend Anazarb (Aïn-Zarba) puis entre en Syrie[1].
- 20 - 31 décembre : Nicéphore Phocas assiège et prend Alep à l'émir Ali Sayf al-Dawla, puis se retire sans pouvoir prendre la citadelle[1].

- En Asie centrale, le Turc Alptegîn (mort en 963) fait sécession et crée un pouvoir autonome vis-à-vis des Samanides à Ghazni. Il est à l'origine de la dynastie des Ghaznévides, première dynastie turque à régner en Iran[2].
- Le roi d'Arménie Achot III Bagratouni cède la province de Kars à son frère Mouchel, qui crée un petit royaume d’Arménie du sud[3].

### Europe
- 1er janvier : à la mort de  Baudouin III de Flandre, son père Arnoul le Vieux remet l’ensemble de ses domaines au roi Lothaire, à condition d’en garder la jouissance sa vie durant[4].
- 2 février : Otton le Grand se fait couronner empereur par le pape Jean XII à Rome[4], cérémonie à l'origine du Saint-Empire romain germanique (terme apparu au XVe siècle). Il prend le même titre que Charlemagne : « Empereur auguste ».
- 13 février : Otton publie un privilège qui place la papauté sous sa tutelle et qui reconnaît les donations de Pépin et de Charlemagne[5]. Début de la période de contrôle de l'élection des papes par Otton Ier (fin en 967). Aucun pape ne peut être consacré s’il n’a prêté auparavant serment à l’empereur.
- Printemps : pour se venger de la prise d'Évreux par Lothaire et Thibaud Ier de Blois, les Normands pillent le Chartrain et le Dunois. Thibaud rassemble trois mille hommes et campe devant Rouen[6].
- Juillet[7] : le duc Richard de Normandie, aidé par des bandes de Danois, bat Thibaud de Blois (dit le Tricheur) à Ermentrouville (Saint-Sever), devant Rouen ; Les Danois s’installent à Jeufosse, sur la Seine, et dirigent des raids dévastateurs sur les pays voisins[4].
- 5 août : incendie de Chartres[4],[8].
- 14 octobre : entrevue entre le roi de Francie occidentale Lothaire et le duc d'Aquitaine Guillaume Tête d'Étoupe à Vitry-en-Perthois[9].

- Début du règne de Mieszko Ier, prince de Pologne (fin en 992)[10].
- Début du règne de Dubh, roi d'Écosse (fin en 967)[11].
- L'archevêque Brunon devient régent de Francie occidentale[12].